# Krúdy Gyula Gimnázium (Nyíregyháza)
Ma a Krúdy Gyula Gimnázium az Epreskert u. 64. szám alatt található. Az iskola az Epreskert utca és a Sarkantyú utca sarkán fekvő saroképület, az épület előtt fákkal beültetett előkert található.

## Tagozatok
A jelentkezők négy tagozat közül választhatnak:
- Matematika tagozat (A osztály)
- Biológia tagozat (B osztály)
- Általános tagozat (C osztály)
- Hatosztályos tagozat (D osztály)

## Történet
A gimnázium 1969-ben alakult a Vasvári Pál Gimnázium matematika-fizika és biológia-kémia tagozatos gimnáziumi, a rádió-tv műszerész szakközépiskolai osztályainak, valamint két általános gimnáziumi osztályának kiválásával.
1974-től – miután a szakközépiskolai osztályok másik iskolába kerültek – tisztán gimnáziumi képzést folytatott. Ekkor a matematika és a biológia tagozatos osztályok mellett általános tantervű osztályok voltak. 1978-ban megszüntek a tagozatos osztályok a fakultatív oktatási rendszer bevezetése miatt. A tagozat újraélesztése 1987-ben sikerült a speciális matematika tantervű osztály létrehozásával. Az 1998–1999-es tanévtől a gimnázium eredményeinek elismeréseként az önkormányzat engedélyezte az emelt szintű biológia osztály beiskolázását. A tantestület folyamatosan dolgozott a pedagógiai, szakmai fejlesztésben, így az 1991-ben benyújtott hatosztályos gimnáziumi tantervet a Művelődési és Közoktatási Minisztérium változtatás nélkül elfogadta.
A hatosztályos képzés az 1992–1993-as tanévben indult, és az akkori első osztály 1998-ban érettségizett. A hatosztályos képzésben a tanulók minden második tanév végén vizsgáznak, így nagyobb rutinnal készülnek az érettségi és a felvételi vizsgákra. A gimnázium a megnövekedett osztálylétszámok miatt kinőtte a régi, Krúdy-közi épületet. A probléma megoldását a városi önkormányzat egy épületcserével igyekezett megoldani, aminek a tantestület és a diákság nehéz szívvel tett eleget.
Az Epreskert utcai épületbe történő átköltözés 1996 nyarán zajlott le szülő – tanár – diák közreműködéssel. 1997 szeptemberében megkezdődött gimnáziumunk épülete felújítási munkálatainak I.üteme az oktatási szárny korszerűsítésével.
2002 tavaszán elkezdődött az épületfelújítás II. üteme, mely szeptemberre, az iskolakezdésre készült el. 2003 tavaszán újra gyarapodott az iskola: elkészült a belső udvar, amely a díszburkolattal és a parkkal a tanulók kedvenc pihenőhelye lett a tanév végi hetekben.

## Krúdy FM
A gimnázium iskolarádiója a 2012. november 7-én indult Krúdy FM. A nagyszünetekben közvetítenek zenét, valamint iskolai rendezvények lebonyolításában segédkeznek.